# Hindsight (ER)
Hindsight is de tiende aflevering van het negende seizoen van de televisieserie ER, die voor het eerst werd uitgezonden op 12 december 2002.

## Verhaal
In deze aflevering wordt de dag van dr. Kovac getoond, aan het begin worden dr. Kovac en studente Harkins binnengebracht die betrokken waren bij een auto-ongeluk. Dan wordt er getoond hoever dit heeft kunnen komen met elke keer een uur terug. Hierin zien we dat de dag van dr. Kovac niet helemaal vlekkeloos verloopt, zoals een ontmoeting met zijn ex-vriendin Lockhart, met een kater gaan werken en een verkeerde diagnose bij een patiënt. Als hij dan eindelijk weer naar huis kan rijdt met Harkins, doet hij dit met hoge snelheid en vol frustratie terwijl het glad is, wat uiteindelijk uitmondt in een ongeval.

## Rolverdeling

### Hoofdrollen
- Noah Wyle - Dr. John Carter
- Laura Innes - Dr. Kerry Weaver
- Mekhi Phifer - Dr. Gregory Pratt
- Goran Višnjić - Dr. Luka Kovac
- Sherry Stringfield - Dr. Susan Lewis
- Ming-Na Wen - Dr. Jing-Mei Chen
- Paul McCrane - Dr. Robert Romano
- Scott Jaeck - Dr. Steven Flint
- Maura Tierney - verpleegster Abby Lockhart
- Laura Cerón - verpleegster Chuny Marquez
- Lily Mariye - verpleegster Lily Jarvik
- Gedde Watanabe - verpleger Yosh Takata
- Montae Russell - ambulancemedewerker Dwight Zadro
- Lyn Alicia Henderson - ambulancemedewerker Pamela Olbes
- Sharif Atkins - Michael Gallant
- Leslie Bibb - Erin Harkins
- Abraham Benrubi - Jerry Markovic
- Troy Evans - Frank Martin

### Gastrollen (selectie)
- Michael Ealy - Rick Kendrick
- Evgeniy Lazarev - Ivo Guter
- Thomas F. Duffy - rechercheur Henderson
- Brittney Lee Harvey - hockey speelster
- John Kapelos - vader van Jane
- Ana Ortiz - Laura
- Vladimir Skomarovsky - Vladko Doric
- Michael Spound - vader van Dwayne